# Bisimbre
Bisimbre è un comune spagnolo di 124 abitanti situato nella comunità autonoma dell'Aragona.